# Eclissi solare del 22 maggio 2077
L'Eclissi solare del 22 maggio 2077, di tipo totale, è un evento astronomico che avrà luogo il suddetto giorno con centralità attorno alle ore 02:46 UTC.
L'eclissi avrà un'ampiezza massima di 119 chilometri e una durata di 2 minuti e 54 secondi.  L'evento sarà visibile sulla terraferma da questi 3 paesi: Australia, Papua Nuova Guinea e Isole Salomone.

## Eclissi correlate

### Eclissi solari 2076 - 2079
Questa eclissi è un membro di una serie semestrale. Un'eclissi in una serie semestrale di eclissi solari si ripete approssimativamente ogni 177 giorni e 4 ore (un semestre) in nodi alternati dell'orbita della Luna.

### Ciclo di Saros 129
L'evento fa parte del ciclo di Saros 129, che si ripete ogni 18 anni, 11 giorni, comprendente 80 eventi. La serie è iniziata con un'eclissi solare parziale il 3 ottobre 1103. Contiene eclissi anulari dal 6 maggio 1464 al 18 marzo 1969, eclissi ibride dal 29 marzo 1987 al 20 aprile 2023 ed eclissi totali dal 30 aprile 2041 al 26 luglio 2185. La serie termina al membro 80 con un'eclissi parziale il 21 febbraio 2528. La durata più lunga della totalità è stata di 3 minuti e 43 secondi il 25 giugno 2131. Tutte le eclissi di questa serie si verificano nel nodo ascendente della Luna.